# Pomnilniška kartica
Pomnilniška kartica je elektronska naprava brez pomičnih delov za shranjevanje digitalnih podatkov. Uporablja se v digitalnih kamerah, dlančnikih, prenosnikih, prenosnih telefonih, prenosnih glasbenih predvajalnikih, igralnih konzolah in drugih elektronskih napravah. Podatke lahko nanje snemamo mnogokrat, omogočajo hrambo podatkov brez potrebe po stalnem električnem toku, so majhne in odporne na vplive okolice.
Med prvimi pomnilniškimi karticami za domače uporabnike so bile PCMCIA, ki so prišle na trg v devetdesetih letih, a se danes uporabljajo pretežno v industriji. Predvsem po letu 2005 so najbolj številčne SD in MMC kartice, nekoliko manj pa Memory Stick, xD ter CompactFlash.

## Tabela nekaterih pomnilniških kartic
| Ime                          | Kratica  | Velikost             | Fotografija |
| ---------------------------- | -------- | -------------------- | ----------- |
| PC Card                      | PCMCIA   | 85,6 × 54 × 3,3 mm   |             |
| CompactFlash I               | CF-I     | 43 × 36 × 3,3 mm     |             |
| CompactFlash II              | CF-II    | 43 × 36 × 5,5 mm     |             |
| SmartMedia                   | SM / SMC | 45 × 37 × 0,76 mm    |             |
| Memory Stick                 | MS       | 50,0 × 21,5 × 2,8 mm |             |
| Memory Stick Duo             | MSD      | 31,0 × 20,0 × 1,6 mm |             |
| Memory Stick PRO Duo         | MSPD     | 31,0 × 20,0 × 1,6 mm |             |
| Memory Stick PRO-HG Duo      | MSPDX    | 31,0 × 20,0 × 1,6 mm |             |
| Memory Stick Micro M2        | M2       | 15,0 × 12,5 × 1,2 mm |             |
| Multimedia Card              | MMC      | 32 × 24 × 1,5 mm     |             |
| Reduced Size Multimedia Card | RS-MMC   | 16 × 24 × 1,5 mm     |             |
| MMCmicro Card                | MMCmicro | 12 × 14 × 1,1 mm     |             |
| Secure Digital Card          | SD       | 32 × 24 × 2,1 mm     |             |
| miniSD Card                  | miniSD   | 21,5 × 20 × 1,4 mm   |             |
| microSD Card                 | microSD  | 11 × 15 × 1 mm       |             |
| SxS                          | SxS      |                      |             |
| Universal Flash Storage      | UFS      |                      |             |
| xD-Picture Card              | xD       | 20 × 25 × 1,7 mm     |             |
| Intelligent Stick            | iStick   | 24 x 18 x 2,8 mm     |             |
| Serial Flash Module          | SFM      | 45 x 15 mm           |             |
| µ card                       | µcard    | 32 x 24 x 1 mm       |             |
| NT Card                      | NT NT+   | 44 x 24 x 2,5 mm     |             |